# Ramac
L'IBM 305 RAMAC (Random Access Method of Accounting and Control) è stato il primo computer commerciale (1956) dotato di una memoria a disco magnetico a testine mobili.
Il computer occupava una stanza di 9 m × 15 m ed è stato uno degli ultimi computer a valvole costruito da IBM.
Il prezzo di acquisto del computer era di circa 165 000 dollari.
Il sistema fu pubblicamente annunciato il 14 Settembre 1956 con esemplari campioni già installati nella marina militare americana e in alcune aziende private.Il nome era dovuto al fatto che il suo design era stato motivato dal crescente bisogno di contabilità a tempo reale nell’industria.
L'unità a disco conteneva 5 milioni di caratteri di 7 bit più parità.
Aveva cinquanta dischi da 24 pollici di diametro.
Due bracci indipendenti si posizionavano sul disco richiesto e raggiungevano la posizione sulla traccia con un tempo di accesso circa 600 ms.